# Molenbrücke (Dresden)
Die Molenbrücke ist eine Radfahrer- und Fußgängerbrücke in Dresden, die die Ausfahrt des Pieschener Hafens bei Elbkilometer 58,0 an einem 34 Meter hohen Pylon überspannt. Das zwischen 2009 und 2010 errichtete Bauwerk ist eine Schrägseilbrücke.

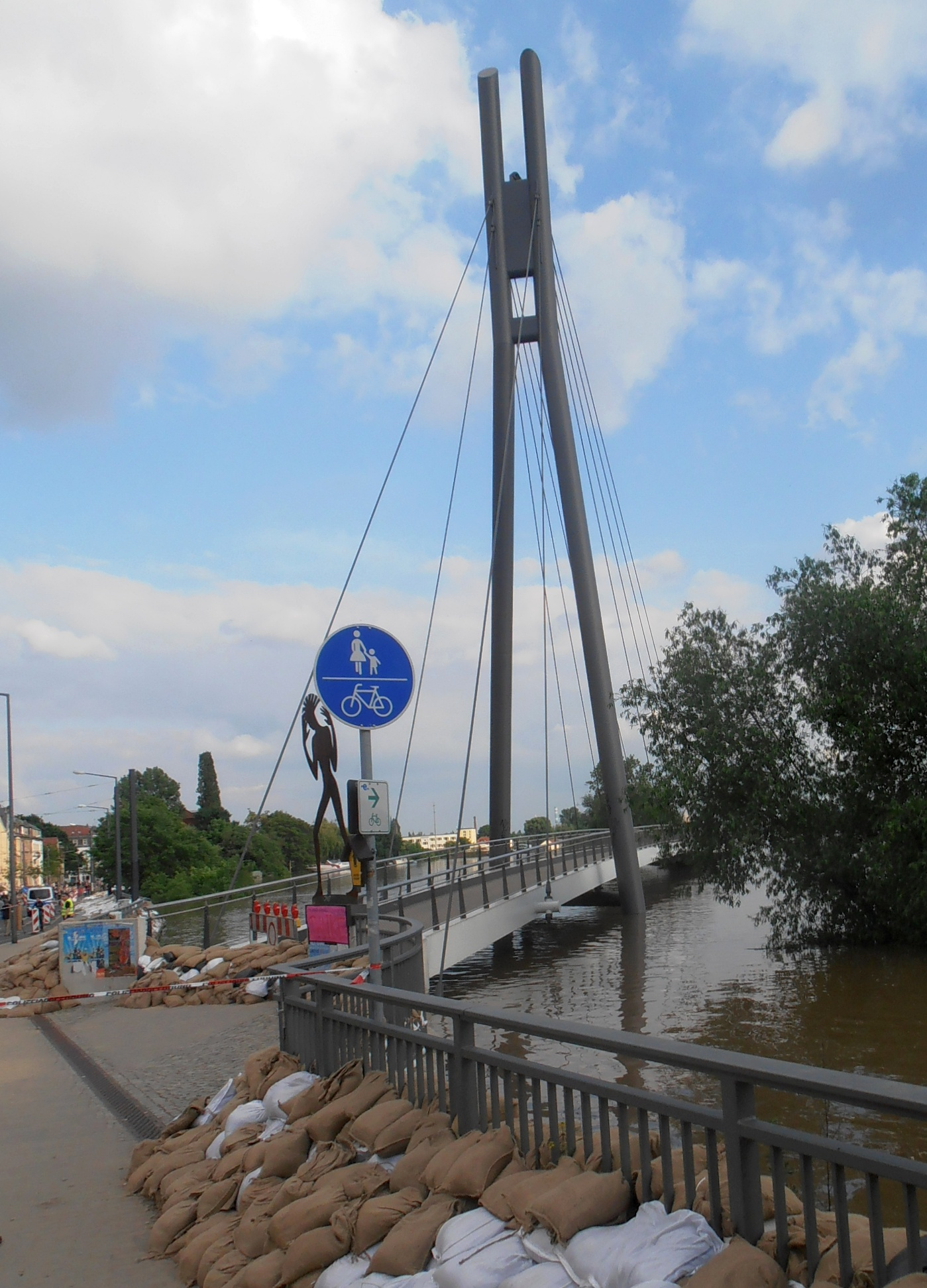
Die Molenbrücke während des Elbhochwassers im Juni 2013

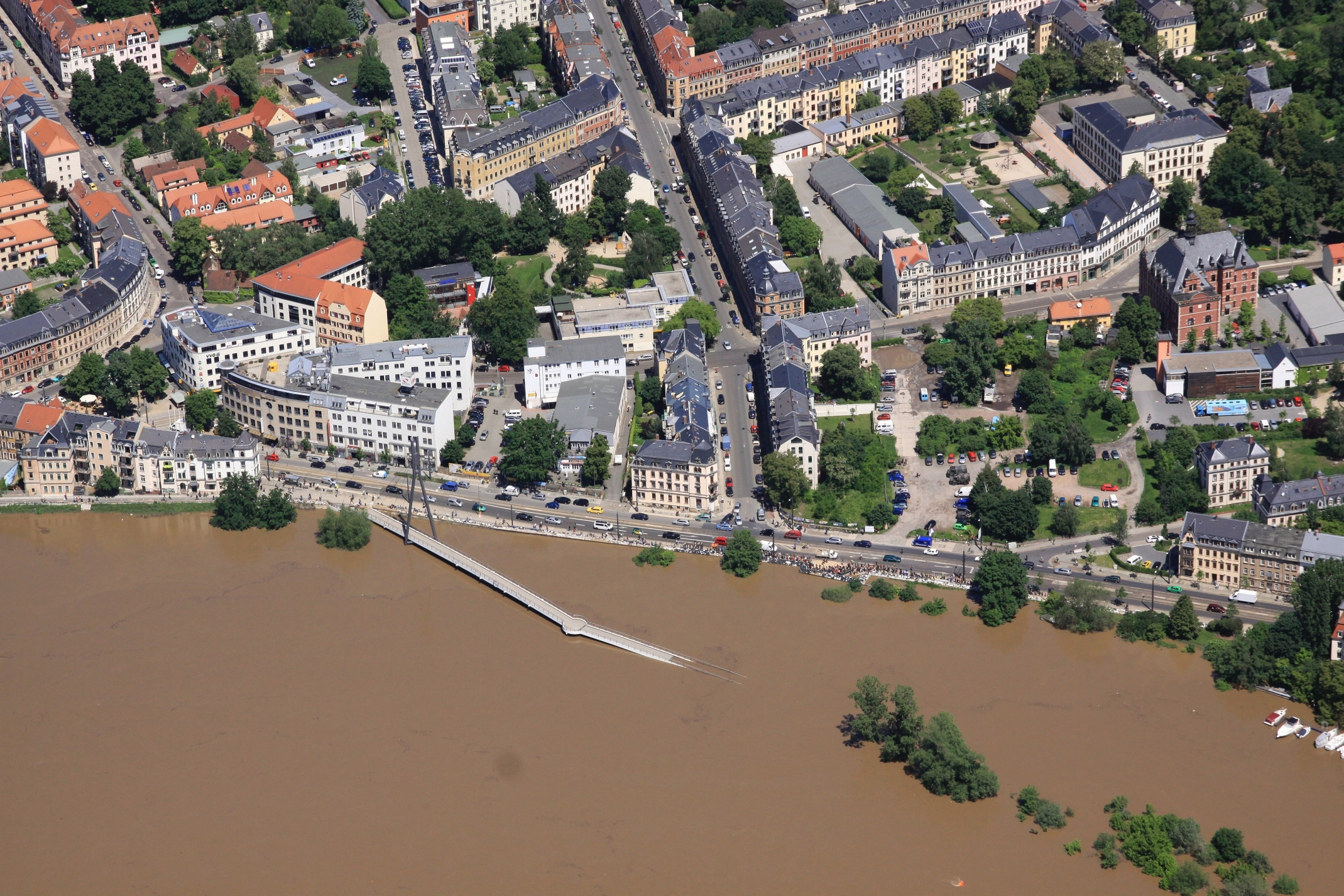
Luftbild der Molenbrücke während des Elbhochwassers im Juni 2013

Das 140 t schwere Bauwerk ist insgesamt 150 m lang und setzt sich aus 3 Teilbauwerken zusammen. Für die Aussteifungsträger wurde ein luftdicht verschweißter Hohlkastenträger aus Stahl (S 355 J2 G3) hergestellt, der über Schrägabspannungen im Fächersystem in zwei seitlichen Ebenen an einem zweiachsig, symmetrisch gespreizten A-Pylon abgehängt wurde. Die weiteren Bauwerksteile bilden ein Podest sowie ein 61,35 m langes Rampenbauwerk.
Die Brücke verbindet die Leipziger Straße mit der Mole des Pieschener Hafens, die als über 500 Meter lange Landzunge in das Wasser der Elbe ragt. Mit der Einweihung im September 2010 konnte eine Lücke auf dem stark befahrenen Elberadweg geschlossen werden. Die Planung der Brücke wurde bereits im Jahr 2000 begonnen. Als Zufahrt dient ein ebenfalls neu gebauter, 600 Meter langer Radweg über die Mole. Die Kosten von 2,6 Millionen Euro trug zu 75 Prozent die Europäische Union, den Rest die Stadt Dresden.
Die Beleuchtung der Brücke erfolgt über LED-Leuchten. Diese sind aus umwelt- und naturschutzrechtlichen Gründen nur in den südlichen Handlauf integriert. Am nördlichen Ende der Brücke steht die Stahlplastik Undine kommt von Angela Hampel.